# Walter Kaufmann
Walter Kaufmann (ur. 5 czerwca 1871 w Elberfeldzie, zm. 1 stycznia 1947 we Fryburgu) – niemiecki fizyk eksperymentator. W 1897 roku wykonał jeden z pierwszych pomiarów stosunku ładunku elektrycznego do masy promieniowania katodowego. Od 1900 roku dokonywał on pomiarów zależności masy elektronu od jego prędkości.
W latach 1890-1891 studiował inżynierię mechaniczną na Uniwersytecie Technicznym w Berlinie następnie w latach 1892-1894 fizykę na uniwersytetach w Berlinie i Monachium. W latach 1896-1899 pracował jako asystent w instytucie fizyki Uniwersytetu Berlińskiego, następnie do 1902 na Uniwersytecie w Getyndze. Habilitacja w 1899 uzyskał na podstawie pracy „Die diffuse Streuung der Kathodenstrahlen in verschiedenen Gasen“. W 1902 został profesorem nadzwyczajnym fizyki w Bonn. Od 1907 był profesorem zwyczajnym fizyki doświadczalnej i kierownikiem Instytutu Fizyki Uniwersytetu w Królewcu (w 1935 przeszedł na emeryturę), a następnie gościnnie wykładał na Uniwersytecie we Fryburgu.